# Jevgeni Babitsj
Jevgeni Makarovitsj Babitsj (Russisch: Евгений Макарович Бабич) (Moskou, 7 januari 1921 - aldaar, 11 juni 1972) was een Sovjet-Russisch ijshockeyer en voetballer. 
Babitsj won met de IJshockeyploeg van de Sovjet-Unie de wereldtitel in 1954, twee jaar later behaalde Babitsj won met zijn ploeggenoten tijdens de Olympische Winterspelen 1956 in het Italiaanse Cortina d'Ampezzo de gouden medaille, door het winnen van dit toernooi werd Babitsj ook voor de tweede maal wereldkampioen. Babitsj kwam in alle zeven de wedstrijden in actie en maakte twee doelpunten.
Babitsj werd als voetballer achtmaal kampioen van de Sovjet-Unie. 
Babitsj pleegde in 1972 zelfmoord door zichzelf te verhangen.